# Swing (sexo)
Swing ou troca de casais, é um relacionamento sexual entre dois casais estáveis que praticam sexo grupal como uma atividade recreativa ou social. Existem correntes que consideram o swing quando um casal adiciona um ou mais elementos numa relação sexual. No entanto, o swing é um estilo de vida que casais adultos assumem para permitir e realizar suas próprias fantasias juntando-se com outros casais com a mesma filosofia para compartilharem a amizade e a intimidade sexual.

## Tipos de swing
- No Swing - quando não se troca nada e fica tudo entre os parceiros
- Soft Swing - troca de parceiros com caricias, beijos e sexo oral, não há penetração.
- Hard Swing - troca de parceiros com penetração.

Conforme a interação entre os participantes o swing pode ser:
- Sexo no mesmo ambiente com bissexualidade (masculino ou feminino)
- Sexo no mesmo ambiente com troca de carícias, sexo oral mas sem troca na penetração
- Sexo no mesmo ambiente com troca na penetração

Conforme a orientação sexual dos participantes o swing pode ser:
MFFMswing entre mulheres bissexuais e homens heterossexuais
MFMFswing entre mulheres e homens heterossexuais
FMMFswing entre mulheres heterossexuais e homens bissexuais
MMFFswing entre mulheres e homens bissexuais

## Clube de swing
São locais destinados à prática de swing, cujo acesso deveria ser restrito apenas a casais verdadeiros, mas isso nem sempre acontece, devido aos homens que contratam prostitutas para irem em tais locais. Em algumas festas temáticas pode ser permitida a entrada de pessoas sozinhas, de um ou ambos os sexos, para fins de ménage. Os clubes podem ser exclusivos para casais swingers, ou terem outras atividades (boate erótica, por exemplo), reservando um dia da semana para eventos swingers.
Alguns dos clubes permitem o acesso a pessoas sozinhas em alguns dias da semana ou em alguns casos em espaços separados.
A maioria dos clubes de swing é dividida em dois espaços: uma boate com música de diversos tipos (gravada ou ao vivo) e um "espaço íntimo", acessível por uma porta discreta.
A boate: sua estrutura pouco difere de uma boate convencional. Os casais dançam, consomem bebida e petiscos como em qualquer boate. O diferencial está nas brincadeiras eróticas e na apresentação de stripteases masculinos e femininos. Às vezes, também ocorrem performances de casais strippers, ou com objetos eróticos. Os strippers costumam interagir com a platéia, mas só o fazem se devidamente autorizados pelo casal ou pessoa abordada. No primeiro sinal de desinteresse, se afastam. A pista de dança pode ter queijinhos e mastro para facilitar danças eróticas. Em alguns locais, também há estrutura para sex shop, janela indiscreta, paredão e box transparente com chuveiro para performances com água.
O espaço íntimo: varia conforme a casa de swing, embora camão e darkroom sejam tradicionais. A seguir, uma breve descrição do que é possível encontrar na área íntima de uma casa de swing:
- camão ou tatame: cama enorme na qual vários casais praticam sexo simultaneamente. Ao seu redor, é comum a presença de vários casais assistindo e estimulando os demais participantes
- darkroom ou jogo do quarto escuro (pt): ambientes sem iluminação, completamente escuro, com poltronas ou sofás nos quais os casais trocam carícias ou mesmo relacionam-se sexualmente. O estímulo desejado é mais auditivo que visual, e permite grande privacidade
- aquário:  quartos com paredes de vidro nos quais os casais se relacionam a portas fechadas enquanto do lado de fora outros assistem
- confessionário: salas com camas ou poltronas individuais, separadas do ambiente externo por treliça. Permitem a quem está de fora assistir a relação sexual
- labirinto: sala com pouca iluminação, estruturada na forma de labirinto, cujo objetivo é encontrar a saída. No trajeto, os casais trocam carícias e encontram pequenas surpresas, como confessionários, espalhados pelo ambiente.
- cadeira erótica: cadeira especialmente projetada para facilitar grande número de posições sexuais

## Comunidades swing
Grupos de pessoas que acreditam na filosofia swinger e seguem este modo de vida[carece de fontes?]
- Comunidades físicas: Existem inúmeros grupos que podemos considerar comunidades físicas ou presenciais, que organizam eventos privados, como festas e encontros, para promover o encontro entre casais liberais. Existem inúmeros exemplos de grupos de casais liberais no mundo, especialmente em países onde os espaços swingers não são muito fidedignos para casais por a entrada ser livre a qualquer casal, o que leva muitas vezes ao aparecimento de “casais de ocasião”, que não são bem aceites pela maioria dos membros da comunidade swing. Nesse relato, um casal swinger relata em detalhes essa experiência de optar por uma comunidade privativa para evitar "casais de ocasião"também conhecidos como "casais fake".
- Comunidades virtuais – As comunidades virtuais ajudam os casais liberais a conhecerem outros casais, a comunicarem uns com os outros, e a publicarem as suas noticias, publicitarem eventos ou simplesmente partilharem experiências.

Estas ajudam também as pessoas interessadas no swing a conhecerem melhor a filosofia e a iniciarem-se conhecendo outros casais e espaços.[carece de fontes?]

## Símbolos de representação de praticantes de swing
algumas mulheres praticantes  costumam utilizar acessórios com símbolos específicos que ajudam a identificar casais praticantes do swing. 

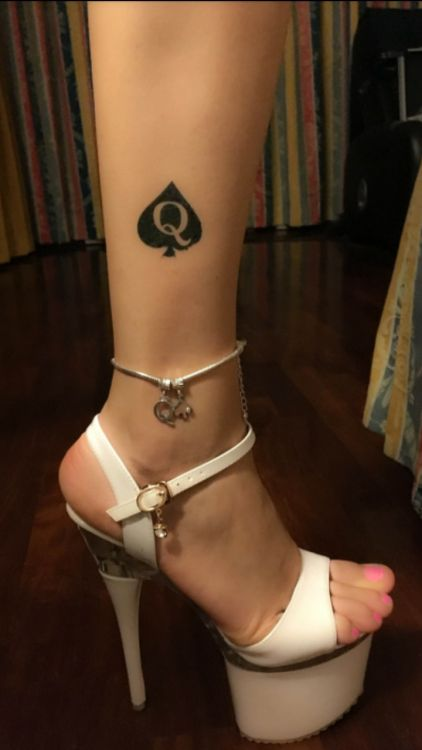
Tatuagem indicando a prática de swing

Tornou-se popular nos últimos anos, pois mulheres com mais notoriedade no meio liberal passaram a ser adeptas do símbolo para que sejam identificadas em meio a sociedade liberal, aderindo inclusive o nome Dama de espadas como um personagem em redes sociais.